# Spodnja Sorica
Spodnja Sorica – wieś w Słowenii, w gminie Železniki. W 2018 roku liczyła 103 mieszkańców.